# 1,3-Dihlorobenzen
1,3-Dihlorobenzen je organsko jedinjenje sa formulom C6H4Cl2. Ono je najmanje zastupljeni izomer dihlorobenzena. Ovaj materijal je bezbojna tečnost koja je nerastvorna u vodi. Ono se formira kao manji nusprodukt hlorinacije benzena. Isto tako se može pripremiti direktnim putem koristeći Sandmejerovu reakciju polazeći od 3-hloroanilina. Ovo jedinje je proizvod izomerizacije drugih dihlorobenzena na visokim temperaturama.